# Zootopie 2
Série Classiques d'animation Disney
Vaiana 2
(2024) La Reine des neiges 3
(2027)
Série Zootopie
Zootopie
(2016)
Pour plus de détails, voir Fiche technique et Distribution.
Zootopie 2 ou Zootopia 2 au Québec (Zootopia 2) est un long-métrage d'animation et le 64e « Classique d'animation » des studios Disney écrit et réalisé par Jared Bush, et dont la sortie est prévue pour 2025.
Il s'agit de la suite du premier film. Il existe également une mini-série intitulée Zootopie+ sortie en 2022 sur Disney+.

## Synopsis
Les officiers de police Judy Hopps et Nick Wilde qui suivent actuellement une thérapie pour mieux faire fonctionner leur duo doivent suivre la piste sinueuse d’un mystérieux reptile qui arrive à Zootopie et met la métropole des mammifères sens dessus dessous. Pour résoudre l’affaire, Judy et Nick doivent se rendre sous couverture dans des quartiers inconnus de la ville. Cette mission va mettre à l’épreuve leur relation personnelle et professionnelle comme jamais auparavant,.

## Fiche technique
- Titre original et québécois : Zootopia 2
- Titre français : Zootopie 2
- Réalisation et scénario : Jared Bush
- Production : Yvett Merino et Jennifer Lee
- Sociétés de production : Walt Disney Pictures et Walt Disney Animation Studios
- Société de distribution : Walt Disney Studios Motion Pictures International
- Pays de production : États-Unis
- Langue originale : anglais
- Format : couleur
- Genre : animation, comédie policière
- Date de sortie : 
  - États-Unis : 26 novembre 2025[5]
  - France : 26 novembre 2025
  - Suisse romande : 11 mars 2026
  - Belgique : 8 avril 2026

## Distribution

### Voix originales
- Ginnifer Goodwin : Judy Hopps, une jeune lapine optimiste de Bunnyburrow et la première lapine du département de police de Zootopie[6]
- Jason Bateman : Nick Wilde, un renard roux rusé et un ancien petit escroc qui a ensuite rejoint le département de police de Zootopie en tant que premier renard policier[7]
- Idris Elba : chef Bogo, un buffle commissaire de la police de Zootopie[4]
- Ke Huy Quan : Gary, un mystérieux serpent[8],[9]
- Fortune Feimster : Nibbles[7]
- Shakira : Gazelle, une gazelle pop star[10]
- Quinta Brunson : Dr  Fuzzby, un quokka qui est le médecin en charge de la thérapie de couple de Nick et Judy[2]
- Jean Reno : Bucheron